# Mike Huddleston
Pour les articles homonymes, voir Huddleston.
 (octobre 2018).
Si vous disposez d'ouvrages ou d'articles de référence ou si vous connaissez des sites web de qualité traitant du thème abordé ici, merci de compléter l'article en donnant les références utiles à sa vérifiabilité et en les liant à la section « Notes et références ».
Mike Huddleston est un dessinateur de bande dessinée américain.

## Biographie
Durant ses études au Kansas City Art Institute, il obtient une exposition au DC Comics Talent Showcase.
Après s’être vu confier les numéros #55 à #60 de la série Deathstroke, chez DC Comics, il se lance dans la cocréation de The Coffin, avec Phil Hester.
DC Comics refait appel à lui pour Harley Quinn. L’éditeur souhaite en effet revoir la direction de l’histoire de ce personnage populaire.
Cette expérience lui permet par la suite de travailler entre autres chez Darkhorse (Grendel), Image Comics (24-7) et Marvel (Captain America).
Huddleston travaille sur un projet de cocréation avec Phil Hester, Deep Sleeper, dans la lignée de The Coffin. Il collabore avec Ray Fawkes et Hank Rodionoff pour créer Mnemovore, une série qui explore les tréfonds de la mémoire et de la conscience sur fond de science-fiction et d’horreur.
Après Mnemovore, il retourne vers des personnages majeurs comme Batgirl, et Manbat. Wildstorm Comics fait ensuite appel à lui pour redonner un coup de jeune à la série de super-héros Gen 13.
Huddleston travaille avec Rob Venditti (créateur de The Surrogates et de Clones) sur The Homeland Directive. Homeland Directive est acclamé par la critique et rencontre un grand succès : il entre dans la Bestselling List du New York Times dès sa première semaine de publication.
Mike Huddleston à également travaillé en 2012 à Butcher Baker, avec Joe Casey au scénario, et en 2013 sur The Strain, coécrit par le réalisateur Guillermo del Toro, le romancier Chuck Hogan et l'auteur de comics David Lapham.

## Publications[4]

### Sortie en français[5]
- Homeland directive la menace intérieure, chez Urban Comics, ISBN: 9782365772259[6]
- Decorum tome 1, chez Urban Comics, ISBN: 9791026821601[7]
- Decorum tome 2, chez Urban Comics, ISBN: 9791026821373[8]